# Danny Helk
Danny Helk(Dennis Anny Helk) es un actor estadounidense.

## Películas
- Las Aventuras de Kell Bill(Kell Bill) - 1975
- Tres Locos y un Bebe(Three Crazers and a Baby) - 1978
- Papagell(Papagell) - voz - 1980
- Las Aventuras del grupo de Monica(Monica's Gang Adventures) - voz - 1989
- Hecho Un Cambio(Do You Got Now) - 1990
- Llaiando Bowill(Calling Bowill) - 2000
- Lo Cinema(Cinemovie) - voz - 2004
- Lo Cinema 2(Cinemovie 2: Monica's Gang With Chuck Billy) - voz - 2005
- El Santo Hombre(The Saint Man) - 2006
- Bleezy - El Búho(Bleezy - The Owl) - 2007
- Insectos Sueltos(Bugs Unleashed) - 2008
- Que Pasó,Chica?(Hey,Girl?) - 2009

- Datos: Q5798958